# Marie-Christine Cazier
Pour les articles homonymes, voir Cazier.
Marie-Christine Cazier est une athlète française, née le 23 août 1963 à Paris spécialiste de sprint.

## Palmarès
- 28 sélections en Équipe de France A
- 3 sélections en Équipe de France Jeunes
- Elle améliore à 3 reprises le record de France du 200 mètres en 1986 pour le porter à 22 s 32
- Elle améliore le record de France junior du 200 m en 1982, dans le temps de 22 s 94

Championnats de France Élite :
- Championne de France du 100 m en 1985
- Championne de France du 200 m en 1985, 1986, 1987, 1988
- Championne de France du 400 m haies en 1990, 1991
- Championne de France en salle du 60 mètres en 1982
- Championne de France en salle du 200 m en 1984, 1985, 1987 et 1990

International
- 1re du Relais 4 × 100 mètres de la Finale B de Coupe d'Europe des Nations en 1983
- Vice-championne d'Europe en salle du 200 m en 1984 derrière Jarmila Kratochvílová  (TCH)
- Lors de la Finale B de Coupe d'Europe des Nations de 1985, elle remporte le 100m, le 200m, le Relais 4 × 100 mètres, et termine 2e du Relais 4 × 400 mètres
- Vice-championne du monde en salle du 200 m en 1985 derrière Marita Koch  (RDA)
- Vice-championne d'Europe du 200 m en 1986 derrière Heike Drechsler  (RDA)
- Elle participe aux  Jeux olympiques d'été de 1988 à Séoul. Eliminée en quart de finale du 200 m, elle court les séries du Relais 4 × 100 mètres mais ne participe pas à la finale où la France termine 7e

| Date | Compétition                    | Lieu        | Résultat   | Épreuve     | Temps         |
| ---- | ------------------------------ | ----------- | ---------- | ----------- | ------------- |
| 1981 | Championnats d'Europe juniors  | Utrecht     | 5e         | 200 m       | 23 s 53       |
| 1981 | Championnats d'Europe juniors  | Utrecht     | 2e         | 4 × 100 m   | 44 s 61       |
| 1982 | Championnats d'Europe          | Athènes     | 3e         | 4 × 100 m   | 42 s 69       |
| 1982 | Match des Huit Nations         | Tokyo       | 2e         | 4 × 100 m   | 43 s 39       |
| 1983 | Coupe d'Europe finale B        | Sittard     | 1re        | 4 × 100 m   | 42 s 56       |
| 1983 | Jeux méditerranéens            | Casablanca  | 1re        | 4 × 100 m   | 43 s 36       |
| 1984 | Championnats d'Europe en salle | Göteborg    | 2e         | 200 m       | 23 s 68       |
| 1985 | Championnats du monde en salle | Paris Bercy | 2e         | 200 m       | 23 s 33       |
| 1985 | Coupe d'Europe finale B        | Budapest    | 1re        | 100 m       | 11 s 28       |
| 1985 | Coupe d'Europe finale B        | Budapest    | 1re        | 200 m       | 23 s 02       |
| 1985 | Coupe d'Europe finale B        | Budapest    | 1re        | 4 × 100 m   | 42 s 56       |
| 1985 | Coupe d'Europe finale B        | Budapest    | 2e         | 4 × 400 m   | 3 m 30 s 50   |
| 1986 | Championnats d'Europe          | Stuttgart   | 2e         | 200 m       | 22 s 32       |
| 1986 | Championnats d'Europe          | Stuttgart   | 4e         | 4 × 100 m   | 43 s 83       |
| 1987 | Championnats d’Europe en salle | Liévin      | 3e         | 200 m       | 23 s 40       |
| 1987 | Championnats du monde          | Rome        | 8e         | 4 × 100 m   | 43 s 75       |
| 1988 | Jeux olympiques                | Séoul       | 1/4 finale | 200 m       | 23 s 63       |
| 1991 | Championnats du monde en salle | Séville     | 5e         | 4 × 400 m   | 3 min 34 s 05 |
| 1991 | Coupe d'Europe                 | Francfort   | 5e         | 400 m haies | 57 s 56       |

## Records
| Épreuve     | Épreuve       | Temps   | Lieu              | Date |
| ----------- | ------------- | ------- | ----------------- | ---- |
| 60 m        | En salle      | 7 s 28  | Milan             | 1982 |
| 100 m       | Plein air (e) | 11 s 23 | Paris             | 1986 |
| 100 m       | Plein air (m) | 10 s 9  | Nice              | 1985 |
| 200 m       | Plein air     | 22 s 32 | Stuttgart         | 1985 |
| 200 m       | En salle      | 23 s 33 | Paris Bercy       | 1986 |
| 400 m       | Plein air     | 53 s 85 | Avignon           | 1990 |
| 400 m       | En salle      | 54 s 18 | Liévin            | 1986 |
| 400 m haies | Plein air     | 55 s 50 | La Chaux-de-Fonds | 1990 |
| 4 x 100 m   | Plein air     | 42 s 68 | Athènes           | 1982 |

## Distinctions
- 1982 : Lauréate du premier "Trèfle d'Or" du Républicain Lorrain (trophée décerné aux meilleurs sportifs lorrains de l'année)